# Ивашинцов, Николай Алексеевич
Никола́й Алексе́евич Ивашинцов (реже Ивашинцев; 19 апреля 1819, Санкт-Петербург — 13 января 1871, Санкт-Петербург) — русский контр-адмирал, гидрограф, участник Туркестанских походов.

## Биография
Николай Ивашинцов родился 19 апреля 1819 года в усадьбе Высоково Буйского уезда Костромской губернии. Сын поручика Алексея Герасимовича Ивашинцова и Анны Дорофеевны, урожденной Жадовской.
Получил образование в Морском кадетском корпусе и в офицерском классе. 30 января 1836 года оставлен при корпусе преподавателем морских и математических наук. В 1837 году произведён в мичманы.
В 1846—1847 годах был вахтенным начальником парохода «Отважный». Прикомандированный в 1848 году к Гидрографическому департаменту Морского министерства Ивашинцов под руководством известного гидрографа Рейнеке до 1853 года участвовал ежегодно в работах по съёмке Балтийского моря и редактировал «Морской месяцеслов», издававшийся гидрографическим департаментом.
22 марта 1853 года в чине капитан-лейтенанта был командирован в распоряжение Оренбургского генерал-губернатора В. А. Перовского, участвовал в штурме кокандской крепости Ак-Мечеть и получил орден Св. Владимира 4-й степени с бантом. В 1855 году награждён орденом Св. Анны 2-й степени с императорской короной. 9 (21) февраля 1855 года назначен исправляющим должность начальника отделения Гидрографического департамента морского министерства. 
С 1856 года приступил к исследованиям Каспийского моря, в качестве начальника экспедиции, продолжавшейся 15 лет. На многих пунктах моря произвел астрономические и магнитные наблюдения, исследовал рельеф дна и нанёс на карту береговую линию. 13 сентября 1857 года произведён в капитаны 2-го ранга.
14 сентября 1857 года около Шувелян потерпел крушение пароход «Куба», шедший из Астрахани в Баку. На пароходе была снаряжена гидрографическая экспедиция под его руководством для изучения Каспийского моря с целью составления его подробной карты и лоции. В результате крушения все материалы экспедиции были утрачены. Погибло от 20 до 25 чел. Ивашинцов спасся.
17 апреля 1860 года получил чин капитана 1-го ранга. 23 апреля 1862 года награждён орденом Св. Владимира 3-й степени с мечами.
С 8 по 28 августа 1866 года участвовал в плавании по реке Волге с Государем Наследником Цесаревичем и Великим Князем Александром Александровичем (будущим Александром III) и Великим Князем Владимиром Александровичем из Санкт-Петербурга, через Тверь: от Твери до Казани и устья Камы и обратно через Нижний Новгород в Москву и Санкт-Петербург.
В 1866 году избран членом-корреспондентом Санкт-Петербургской Академии наук. В 1867 году назначен членом учебного отделения Морского технического комитета. В 1869 году произведён в контр-адмиралы. 
Был членом Императорского Русского Географического Общества. В 1864 году удостоен от него за свои труды Константиновской премии.
Был женат на Терезе (-Ренате) Егоровне Гессен (10 ноября 1839, Санкт-Петербург — 19 февраля 1879, Севастополь), дочери генерал-лейтенанта флота Егора Фёдоровича Гессена и Елизаветы Романовны (Рейнгольдовны) фон Шельтинг.
Николай Алексеевич Ивашинцов умер от обострения лихорадки, 13 (25) января 1871 года, в родном городе. Похоронен на Смоленском православном кладбище.

## Награды
- Орден Святой Анны 3 ст. (20.04.1850)
- Орден Святой Анны 2 ст.(15.04.1853)
- Орден Святого Владимира 4 ст. с бантом (28.10.1853; «за отличие, оказанное во время экспедиции против кокандцев на реке Сырдарья»),
- Орден Святой Анны 2 ст. с Императорской короной (26.08.1855)
- Орден Святого Владимира 3 ст. с мечами над орденом (23.04.1862)
- персидский Орден Льва и Солнца 2 ст. со звездой (11.04.1866 (разрешение Императора на принятие ордена последовало 10.10.1866))
- Орден Святого Станислава 1 ст. (01.01.1871)
- бронзовая медаль на Андреевской ленте в память войны 1853—1856 гг. (16.08.1856)
- знак отличия беспорочной службы за XV лет (28.08.1854)
- подарок по чину с вензелевым изображением имени Его Императорского Величества (19.04.1864)

В 1864 году был удостоен премии и золотой медали имени Великого князя Константина Николаевича от Императорского Русского Географического Общества.
11 апреля 1866 года был удостоен Высочайшего Благоволения «за производство гидрографических работ в 1865 году».

## Память
- В 2019 году имя «Николай Ивашинцов» присвоено большому гидрографическому катеру комплексного аварийно-спасательного обеспечения проекта 23040[9].

## Избранные научные труды
- Обозрение русских кругосветных путешествий. — СПб., 1850.
- Очерк теории ураганов. — СПб., 1850.
- Определение расстояния до предметов на море и на берегу. — СПб., 1856.
- Снаряжение экспедиции для съёмки и промера Каспийского моря. — СПб., 1856.
- Река Терек от Шелкозаводской станицы до устья. — СПб., 1865.
- Гидрографические исследования Каспийского моря. — Тт. 1 — 2. — СПб., 1866—1870.
- Русские кругосветные путешествия с 1803 по 1849 г. — СПб., 1872.